# آتش‌سوزی شنبه سیاه

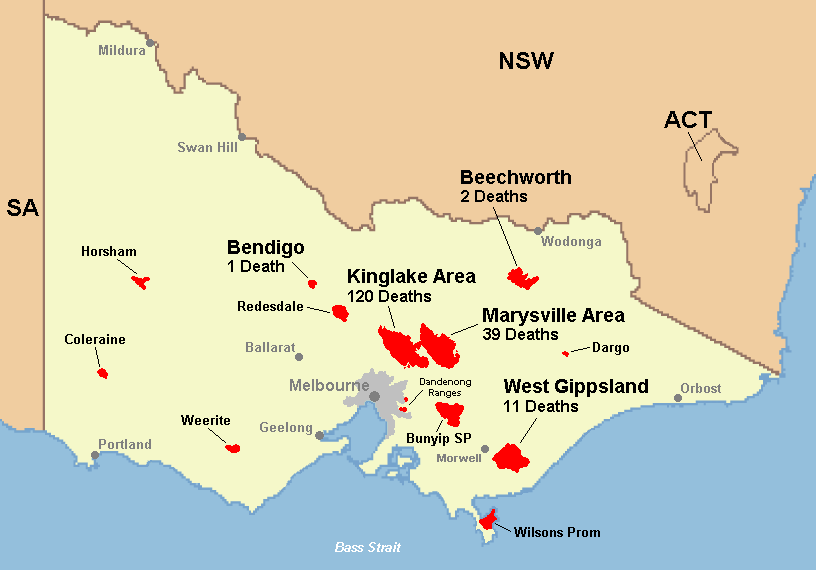
نقشه مناطق دچار آتش‌سوزی و تعداد تلفات در آن‌ها.

آتش‌سوزی شنبه سیاه (به انگلیسی: Black Saturday bushfires)، سلسله‌ای از آتش‌سوزیهایی بود که در ایالت ویکتوریای استرالیا در روز شنبه ۷ فوریه ۲۰۰۹ رخ داد. این فاجعه، بدترین حادثه آتش‌سوزی استرالیا بوده و در زمانی رخ داد که آب و هوا به شدت گرم بود. آتش‌سوزی شنبه سیاه، بیشترین تعداد کشته را در میان آتش‌سوزی‌های تاریخ استرالیا به نام خود ثبت کرده است. در این حادثه، ۱۷۳ نفر کشته و ۴۱۴ نفر زخمی شدند.